# Haus des Deutschen Weines

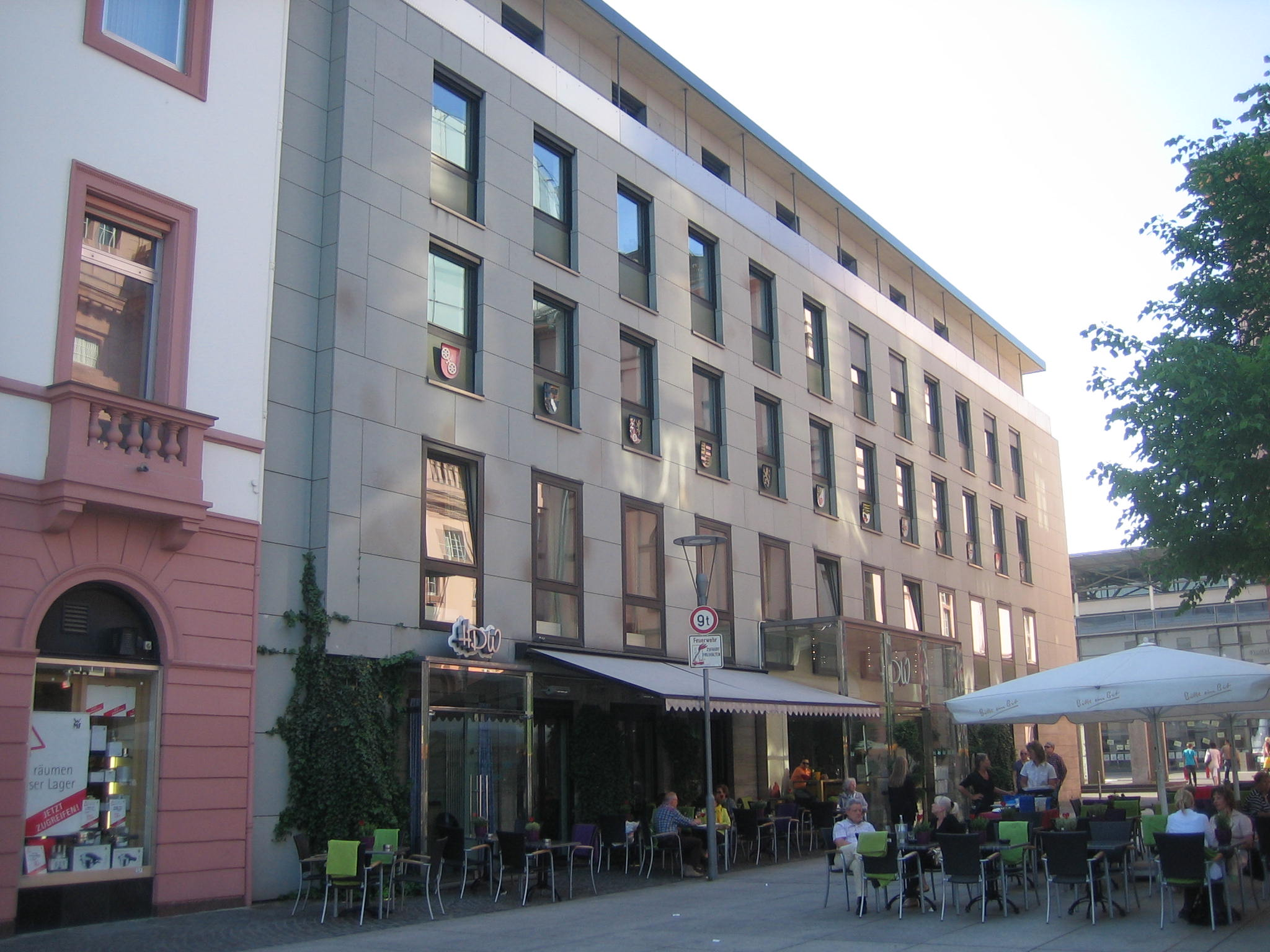
Das HDW flankiert den Gutenbergplatz.

Das Haus des Deutschen Weines (HDW) befindet sich in der Altstadt der rheinland-pfälzischen Landeshauptstadt Mainz. 

## Weinwirtschaftliche Organisationen
Das HDW beherbergte bis 2016 den Deutschen Weinfonds (DWF) und das Deutsche Weininstitut (DWI). Beides sind Interessenvertretungen der deutschen Weinwirtschaft. Deren Ziel ist die Förderung von Qualität und des Absatzes deutscher Weine. Das selbstgesteckte Ziel soll durch gemeinschaftliche Maßnahmen des Marketings im In- und Ausland erreicht werden.
Das DWI führt Seminare zur Weiterbildung der Winzerschaft und der Mitarbeiter von Weinkellereien durch. Als zuständige Behörde fungiert das Bundesministerium für Ernährung und Landwirtschaft (BMEL, Bonn).
Im HDW hat auch die Deutsche Weinakademie ihren Sitz. Die DWA soll als Mittlerin zwischen Wissenschaft, Wirtschaft und Konsumenten agieren. Für das Thema Wein und Gesundheit wurde durch die Akademie die Mainzer Weinstudie initiiert, die der Frage nachging: „Wie wirkt sich der mäßige, aber regelmäßige Genuss von deutschem Rot- und Weißwein auf die Volkskrankheit Nr. 1, die koronare Herzerkrankung, aus?“

## Das Gebäude
Errichtet wurde das Haus des Deutschen Weines 1957/58 im Zentrum der Weinstadt Mainz, in direkter Nachbarschaft zu Staatstheater und Gutenberg-Denkmal. Es ist mit grauem Naturstein verblendet und beherbergt im Erdgeschoss neben einem Restaurant noch einige Ladengeschäfte. An der Fassade befinden sich ausgewählte Wappen aus den deutschen Weinbaugebieten. Die Eröffnung erfolgte am 4. Dezember 1958. Die Baukosten mit 1,25 Millionen DM teilten sich das Land Rheinland-Pfalz, die Wiederaufbaukasse der rheinland-pfälzischen Weinbaugebiete, der Weinbauverband Rheinhessen, der Weinbauverband für die Rheinpfalz, der Bauern- und Winzerverband Rheinland–Nassau, die Deutsche Weinwerbung, die Stadt Mainz und der Verband Rheinhessischer Weinhändler.

### Restaurant im HDW
Das Restaurant im HDW bietet verschiedensten Veranstaltungen Platz. Die zum Restaurant gehörende Terrasse geht zum Staatstheater Mainz hin und geht in die Terrasse der Theaterrestaurants über.